# Paractaea garretti
Paractaea garretti is een krabbensoort uit de familie van de Xanthidae. De wetenschappelijke naam van de soort is voor het eerst geldig gepubliceerd in 1906 door Rathbun.